# 9주기 원소
9주기 원소(영어: Period 9 Element)는 주기율표에서 9주기에 있는 원소들을 말한다. 모두 미발견된 원소들이며 피쾌 모형에 따르면 2주기 원소 및 3주기 원소와 닮은 꼴로 전형 원소만이 존재하여 165번-172번 8개의 원소만이 속한다. (확장 주기율표 참고)
원소조립(10주기 원소)

## 분류
피쾌 모형에 따르면 164번 이후 원소에서 165번까지 채워지지 않은 8p오비탈인 8p3/2 오비탈보다 9s, 9p1/2 오비탈이 먼저 차기 때문에 165번 이후는 9주기 원소로 분류한다. 9주기 원소에서는 9s, 9p1/2, 8p3/2오비탈이 차게된다. 9p1/2, 8p3/2은 에너지가 비슷해서 2p나 3p오비탈과 같이 한 종류의 세 p오비탈처럼 기능할 것으로 예측되며 5주기나 6주기 원소와 같이 비활성 전자쌍 효과를 겪지 않는다.